# Gerolamo Cardano
Gerolamo Cardano (AFI: /karˈdano/; Pavia, 24 settembre 1501 – Roma, 21 settembre 1576) è stato un matematico, ingegnere, filosofo, medico, astrologo ed illusionista italiano.
Poliedrica figura del Rinascimento italiano, è noto anche come Girolamo Cardano e con il nome in latino di Hieronymus Cardanus. Riconosciuto come il fondatore principale della probabilità, coefficiente binomiale e teorema binomiale, a lui si deve anche la parziale invenzione della serratura, della sospensione cardanica - che permette il moto libero, ad esempio, delle bussole nautiche ed è alla base del funzionamento del giroscopio - e della riscoperta del giunto cardanico.

## Biografia

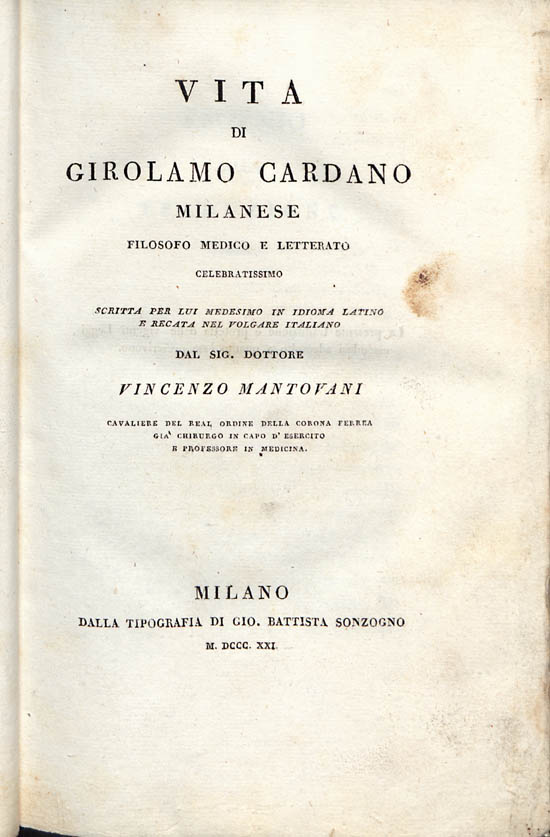
Frontespizio dell'autobiografia

Nacque a Pavia, figlio illegittimo del nobile Fazio Cardano, un giurista esperto nella matematica tanto da essere consultato da Leonardo da Vinci su alcuni problemi di geometria.
Fazio, all'età di 56 anni, conobbe a Milano la trentaseienne vedova, madre di tre figli, Chiara Micheri (o de Micheriis) di cui s'innamorò iniziando con questa, che viveva con la famiglia del defunto marito, una relazione clandestina che portò al concepimento di un quarto figlio. Fazio per non essere coinvolto nello scandalo pregò un suo amico di Pavia, il patrizio Isidoro Resta, affinché assumesse Chiara come governante nella sua casa. Prima che la donna partorisse, i suoi tre figli morirono quasi contemporaneamente di peste e Chiara tentò allora - senza riuscirci - di abortire il nascituro, che ebbe il nome di Gerolamo e che lasciò scritto nella sua autobiografia:
Il piccolo Gerolamo contrasse la peste dalla sua balia, che ne morì, e fino a tre anni fu allevato da altre nutrici a Moirago. Chiara, la sorella e il figlio sopravvissuto furono trasferiti a Milano da Fazio che andò ad abitare con loro solo quando Gerolamo ebbe sette anni, età in cui prese ad accompagnare il padre nei suoi viaggi d'affari ma, essendo fisicamente delicato di salute, si ammalò gravemente. Solo dopo una lunga convalescenza poté riprendere a viaggiare con il padre dedicandosi nel frattempo, in modo saltuario, agli studi nei quali ebbe modo di eccellere per le sue doti quando, a 17 anni, poté iscriversi all'Università di Pavia e successivamente a quella di Mantova per studiare medicina e matematica, contrariamente ai desideri del padre che avrebbe preferito avviarlo agli studi giuridici.
Nel 1524 Gerolamo, lasciata Milano in preda alla peste e sconvolta dalla guerra franco-spagnola, si trasferì all'Università di Padova e si laureò a Venezia nelle "arti liberali" conseguendo nel 1526 il dottorato in medicina.
A Padova Cardano fu oggetto dell'astio che molti docenti avevano nei confronti di quello studente geniale ma dal carattere scontroso e talora offensivo:
Nel frattempo a Milano era morto Fazio che aveva regolarizzato la sua convivenza sposando Chiara.
Non potendo tornare a Milano per l'epidemia e la guerra, Gerolamo prese dimora per quasi sei anni a Piove di Sacco dove, guarito dall'impotenza sessuale di cui aveva sofferto, sposò nel 1531 Lucia Bandarini, una giovane del paese, che gli diede tre figli: nel 1534 Giovanni Battista, nel 1537 Chiara, e nel 1543 Aldo, per poi morire ancora giovane nel 1546.
Dal 1529 Gerolamo, che aveva tentato invano l'iscrizione nel Collegio dei Nobili Fisici di Milano che gliela rifiutava per il suo status di figlio illegittimo, dové esercitare la sua professione in provincia: a Gallarate.
Nel 1534, con l'aiuto del senatore milanese Filippo Archinto, ottenne la cattedra per l'insegnamento della matematica presso le scuole Piattine di Milano, dove aveva insegnato anche il padre. La sua fama di esperto dottore si accrebbe per aver risanato alcuni membri della famiglia Borromeo. Dovette rifiutare alcuni incarichi di prestigio perché non retribuiti fino a quando finalmente nel 1539 fu ammesso nel Collegio dei medici di Milano.
Nel 1543 accettò di ricoprire la cattedra di medicina all'Università di Pavia dove insegnò sino al 1551 mentre rifiutò le offerte che gli venivano reiterate dal papa Paolo III e dal re di Danimarca. Nel 1552 si recò in Scozia per curare, con esiti positivi, l'arcivescovo di Edimburgo John Hamilton (1512-1571), malato d'asma. Cardano intuì probabilmente la natura allergica della malattia proibendo al prelato di usare cuscini e materassi di piume. Per aumentare la sua fama «volle fare l'oroscopo all'arcivescovo e al re, e lesse nelle stelle un futuro radioso per entrambi. Il primo fu impiccato quasi subito dai riformatori, e il secondo morì di tubercolosi l'anno dopo.» Rientrato a Milano nel 1553 rifiutò le prestigiose e ben retribuite offerte del re di Francia e della regina di Scozia.
Nel 1560 Cardano fu colpito da un doloroso avvenimento riguardante il figlio Giovanni Battista, medico anche lui, che, nonostante gli avvertimenti del padre, aveva voluto sposare nel 1557 una giovane povera e di cattivi costumi: Brandona Seroni. Per necessità economiche Giovanni Battista aveva dovuto coabitare con i parenti della moglie avviando una convivenza caratterizzata dalla nascita successiva di tre figli e da continui litigi dovuti anche alle infedeltà della moglie che egli decise di uccidere, con la complicità di una serva, facendole mangiare una focaccia avvelenata con l'arsenico. Arrestato subito per uxoricidio nel febbraio del 1560, Giovanni Battista confessò il delitto e dopo un veloce processo, nonostante la difesa con tutti i mezzi messa in atto dal padre, fu condannato alla decapitazione avvenuta nell'aprile dello stesso anno.
Gerolamo, convinto che la durezza della condanna fosse dovuta all'invidia dei suoi colleghi, per sfuggire alle malevole voci che lo accusavano di intrattenere rapporti illeciti con i suoi allievi, nel 1562 si trasferì a Bologna dove, con l'aiuto del cardinale Borromeo, ottenne la cattedra di medicina. Nel frattempo la vita di Gerolamo venne ulteriormente amareggiata dalla condotta scapestrata del figlio Aldo che lo diffamava per tutta la città e che arrivò a derubarlo così che il padre dovette denunciarlo alle autorità che espulsero il figlio dal territorio bolognese. A questa disgrazia si aggiunse inaspettata la notizia che si stava preparando contro di lui un'accusa di eresia tanto che il cardinale Giovanni Morone gli consigliò di lasciare il pubblico insegnamento. Questa misura prudenziale non valse però a salvare Gerolamo che la sera del 6 ottobre del 1570 fu arrestato per eresia assieme al suo discepolo Rodolfo Silvestri che non volle abbandonare il maestro.
Non si conoscono le accuse che gli erano rivolte dall'Inquisizione; tuttavia Cardano si era distinto per una certa imprudenza nei confronti della Chiesa, governata dal severo papa Pio V, per aver compilato un oroscopo di Gesù, la cui vita così sarebbe stata decisa dalle stelle, scritto l'encomio di Nerone, persecutore dei cristiani, e soprattutto per i suoi confidenziali rapporti con i circoli protestanti frequentati dal suo allievo Silvestri, dal genero e dall'editore e tipografo dei suoi libri. Nonostante le testimonianze a suo favore di quasi tutti i suoi allievi, Cardano fu messo in carcere e poi agli arresti domiciliari sino al 18 febbraio 1571 quando la Sacra Congregazione tramite l'inquisitore di Bologna, Antonio Baldinucci, gli impose la professione dell'abiura prima in forma grave (de vehementi) coram populo e successivamente in forma meno infamante (coram congregationem).
Cardano si sottopose docilmente all'abiura promettendo in una lettera a papa Pio V di non insegnare più pubblicamente (la cattedra all'università gli era stata intanto tolta) e di non pubblicare altre opere.
Lasciata Bologna nel settembre del 1571 Cardano si trasferì, sotto la diretta protezione del papa Pio V, a Roma dove fu ben accolto ma gli fu negata una pensione che gli fu invece assegnata nel 1573 dal papa Gregorio XIII che era stato suo collega all'Università di Bologna; in cambio, per mostrare la sua riconoscenza, Cardano distrusse 120 suoi scritti giudicandoli caotici e sconnessi.
Nel 1575 Cardano fu ammesso al Collegio dei medici romano ma egli preferì esercitare assai poco la sua professione ritirandosi a vita privata e dedicandosi alla composizione in lingua latina della sua biografia De vita propria, pubblicata postuma nel 1643.
Il 13 settembre 1576 Cardano morì. Non si conosce il luogo della sua sepoltura: sappiamo che egli avrebbe voluto essere sepolto a Milano, ma non fu possibile dare esecuzione alla sua volontà a causa della peste che aveva nuovamente colpito la città.

## Il pensiero

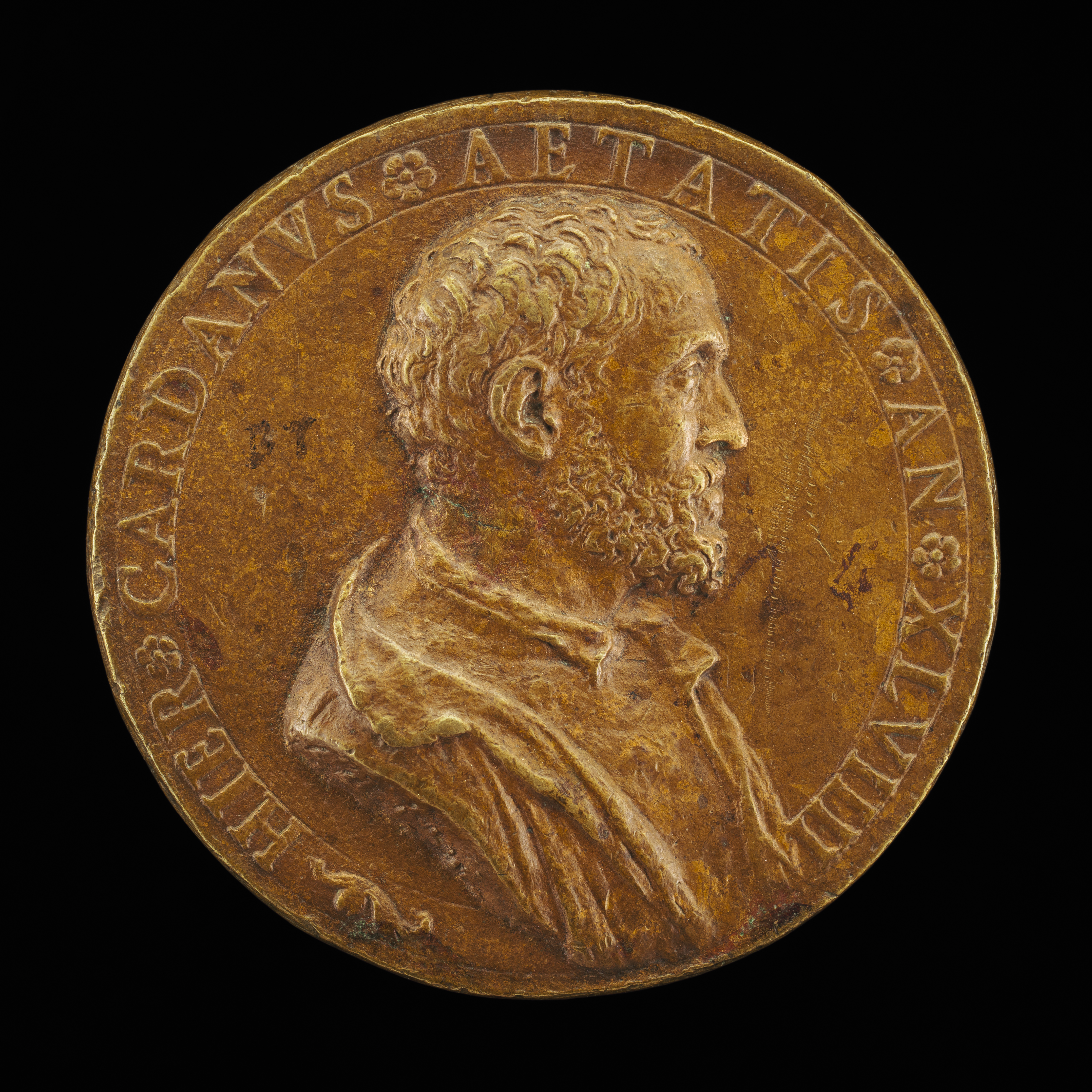
Medaglia commemorativa di Gerolamo Cardano, attribuita a Leone Leoni

Il punto focale della filosofia di Cardano è il concetto rinascimentale dell'"uomo universale" che dà alla sua ricerca della verità un contenuto enciclopedico. Cardano scrisse più di duecento opere che solo in parte furono pubblicate nel XVI secolo e che, altrettanto parzialmente, confluirono nei dieci volumi postumi della monumentale Opera omnia (Lione, 1663) dove si trattano temi di metafisica, medicina, scienze naturali, matematica, astronomia, scienze occulte, tecnologia. Egli, che si occupa anche della interpretazione dei sogni, della chiromanzia, della numerologia, del paranormale rende difficile distinguere nelle sue opere i contenuti moderni del sapere dalle tradizioni metafisiche e magiche del passato. Cardano vuole arrivare a una sistemazione unitaria della molteplicità dei saperi così che «la nostra [incerta] conoscenza...eviterebbe la confusione se potesse discendere dall'uno ai molti» ma questo obiettivo, di origine neoplatonica, sfugge però all'uomo il quale allora è preferibile che occupi il suo intelletto in quei campi dove riesce, quasi come un dio creatore, a «fare le cose». Questo avviene nella matematica che si incarna nell'esperienza in un rapporto astratto-concreto la cui definizione Cardano ancora non è in grado di elaborare.
Dopo aver analizzato nel De subtilitate (1550) i molteplici «principi delle cose naturali e artificiali» Cardano si rivolge allo studio «di tutto l'universo e delle sue parti» (De rerum varietate, (1557)) che egli concepisce come legate da "simpatie", "antipatie" (nel senso di attrazioni-repulsioni fra gli astri e l'uomo) e connessioni che consentono allo studioso, che conosce il linguaggio della natura e gli effetti degli influssi astrali sulla vita umana, di compiere quei "miracoli naturali" che sono le magie, di elaborare previsioni astrologiche e di stendere gli oroscopi delle religioni come quello dedicato a Cristo. I suoi studi hanno ispirato l'opera di altri scienziati, tra cui l'astronomo Jerónimo Cortés.

## Il contributo in matematica

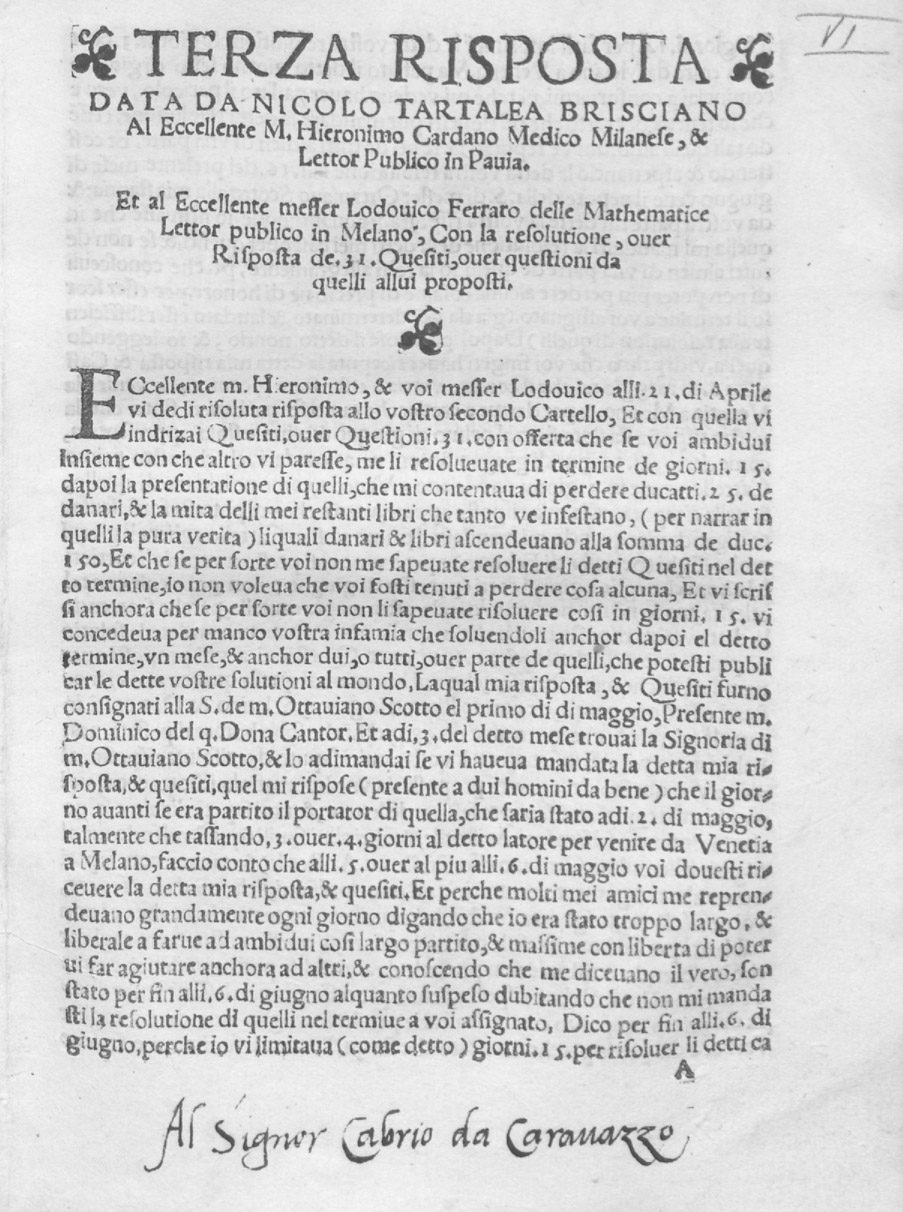
Niccolò Tartaglia, Terza risposta data a messer Hieronimo Cardano et a messer Lodovico Ferraro, 1547

Oggi Cardano è noto soprattutto per i suoi contributi all'algebra. Ha pubblicato le soluzioni dell'equazione cubica e dell'equazione quartica nella sua maggiore opera matematica, intitolata Ars Magna stampata nel 1545.
Parte della soluzione dell'equazione cubica gli era stata comunicata da Tartaglia; successivamente questi sostenne che Cardano aveva giurato di non renderla pubblica e di rispettarla come di sua origine; si avviò così una disputa che durò un decennio. Cardano sostenne di averne pubblicato il testo solo quando era venuto a sapere che il Tartaglia avrebbe appreso la soluzione dalla voce dal bolognese Scipione del Ferro. La soluzione di Tartaglia, pur essendo successiva a quella di Scipione del Ferro (comunque mai pubblicata), risulta essere indipendente da questa. La soluzione è detta comunque di Cardano-Tartaglia.
L'equazione quartica venne invece risolta da Lodovico Ferrari, uno studente di Cardano. Nella prefazione dell'Ars Magna vengono accreditati sia Tartaglia sia Ferrari. Nei suoi sviluppi delle soluzioni Cardano occasionalmente si serve dei numeri complessi, ma senza riconoscerne l'importanza come invece saprà fare Rafael Bombelli.

## La carriera di medico
Nell'ambito della scienza medica, l'esempio di Andrea Vesalio, che negli stessi anni aveva contestato l'anatomia galenica, spinse Cardano a definire Galeno un cattivo interprete di Ippocrate. Le sue critiche a Galeno erano comunque presentate come parte integrante di un tentativo di recuperare una tradizione ancora più antica e, si presumeva, più “autentica”.
Cardano fu il primo a descrivere la febbre tifoide. Venne invitato in Scozia a curare l'Arcivescovo di Sant'Andrea, John Hamilton (1512 – 1571) che soffriva di asma probabilmente d'origine allergica. Seguendo i precetti di Maimonide riuscì a guarirlo utilizzando delle cure modernissime per l'epoca: eliminare piume e polvere e mantenere una dieta controllata.
Al ritorno dalla Scozia si fermò a Londra, dove incontrò il Re d'Inghilterra per il quale redasse un oroscopo secondo il quale prospettava al giovanissimo Edoardo VI una lunga vita seppure turbata da alcune malattie.
La fama di Cardano si diffuse in Inghilterra tanto da interessare Shakespeare che nella "Tempesta" rappresenta un personaggio molto simile a Cardano e inoltre
Secondo un'altra versione: «[De subtilitate] È il libro che Amleto tiene in mano all'inizio del secondo atto, quando Polonio gli domanda cosa stia leggendo e lui risponde: "parole, parole, parole". O almeno così riferisce Calvino nel capitolo su Cardano di Perché leggere i classici.»

## Invenzioni

Funzionamento del giunto cardanico

Cardano progettò inoltre svariati meccanismi tra i quali:
- la serratura a combinazione;
- la sospensione cardanica, consistente in tre anelli concentrici collegati da snodi, in grado di ospitare una bussola o un giroscopio, garantendo la libertà di movimento dello strumento;
- il giunto cardanico, dispositivo che consente di trasmettere un moto rotatorio da un asse a un altro di diverso orientamento e viene tuttora usato in milioni di veicoli. Ma pare fosse già conosciuto, anche se porta il suo nome perché appare nella sua opera De Rerum Varietate (1557) in una illustrazione navale.[23] L'invenzione di questo tipo di giunto in realtà risale almeno al III secolo a.C., per opera di scienziati greci come Filone di Bisanzio, che nella sua opera Belopoiika[24] lo descrive chiaramente.

Egli dette svariati contributi anche all'idrodinamica, sostenendo l'impossibilità del moto perpetuo, con l'eccezione dei corpi celesti. Pubblicò anche due opere enciclopediche di scienze naturali che contengono un'ampia varietà di invenzioni, fatti ed enunciati afferenti all'occultismo e alla superstizione: il De Subtilitate e successivamente il De Varietate.
Nel 1550 introdusse la griglia cardanica, un procedimento crittografico.
A Cardano è attribuito anche il gioco rompicapo descritto nel 1550 nel De subtilitate, ma probabilmente risalente a un periodo più antico, chiamato Gli anelli di Cardano o Anelli cinesi.

## Opere

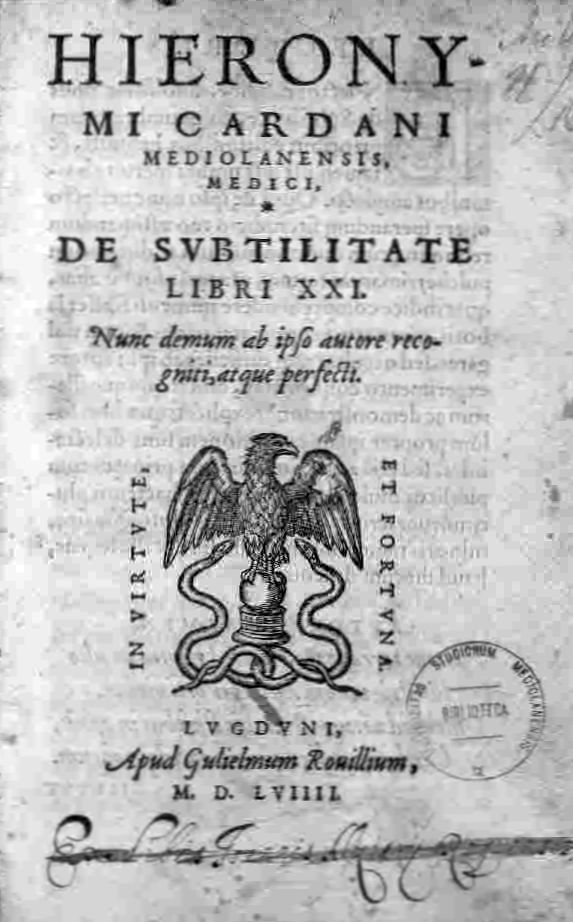
De subtilitate, 1559

Della sua vita avventurosa e molto travagliata, rimane testimonianza nella sua autobiografia. Cardano ebbe spesso problemi di denaro e per cavarsela si dedicò ai giochi d'azzardo per i quali aveva una vera passione di cui si pentì:
 Scrisse anche negli anni 1560 un libro sulle probabilità nel gioco, il Liber de ludo aleae, testo che però venne pubblicato solo nel 1663; esso contiene la prima trattazione sistematica della probabilità, insieme a una sezione dedicata a metodi per barare efficacemente.
Oltre alla produzione matematica, di carattere più strettamente filosofico sono invece il De subtilitate (1550) e il De rerum varietate (1557), ampie raccolte delle sue osservazioni empiriche e delle sue speculazioni occultistiche.
Della sua produzione letteraria sterminata possono considerarsi come le opere più importanti:
- De malo recentiorum medicorum usu libellus, Venezia, 1536 (medicina).
- Practica arithmetice et mensurandi singularis, Milano, 1539 (aritmetica).
- Artis magnae sive de regulis algebraicis liber unus (conosciuta anche come Ars Magna), Nuremberg, 1545 (algebra).
- De immortalitate (alchimia).
- Opus novum de proportionibus (meccanica).
- Contradicentium medicorum (medicina).
- De subtilitate rerum, Norimberga, editore Johann Petreius, 1550.
  - (LA) De subtilitate, Basileae, per Ludouicum Lucium, 1554.

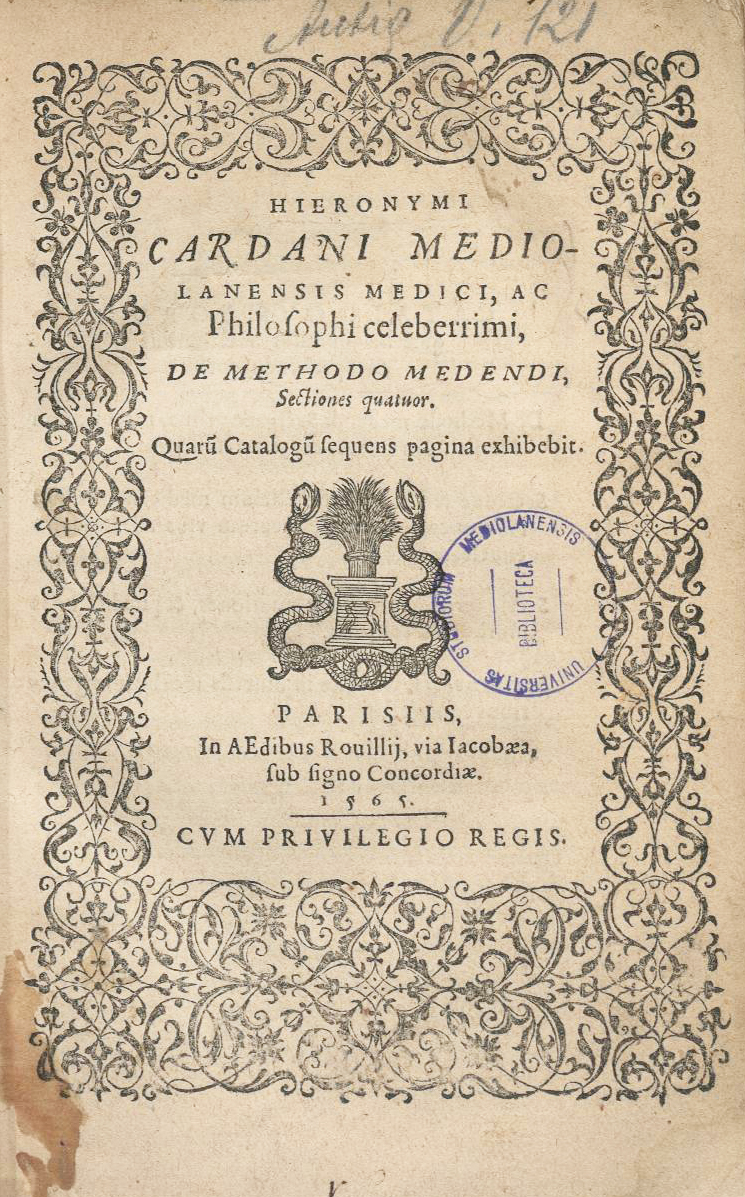
De methodo medendi, 1565

- Encomium Neronis, probabilmente 1562.
- De libris propriis, Leida, 1557 (commentario).
- De restitutione temporum et motuum coelestium, (trattato).
- De duodecim geniturarum, (commento astrologico a dodici nascite illustri).
- De rerum varietate, Basilea, editore Heinrich Petri, 1559 (fenomeni naturali).
- De causis, signis, ac locis Morborum. Bologna 1569
- Opus novum de proportionibus numerorum, motuum, ponderum, sonorum, aliarumque rerum mensurandarum. Item de aliza regula, Basilea, 1570 (matematica).
- De vita propria, 1576 (autobiografia). Pubblicata postuma nel 1643.
- Proxeneta, prima edizione del 1627. (politica). Seconda edizione del 1635.
- Metoscopia libris tredecim, et octingentis faciei humanae eiconibus complexa, Parigi, 1658. Postuma.
- Liber de ludo aleae, postumo (probabilità).

Le sue opere vennero raccolte e pubblicate a Lione nel 1661 dal Naudé in 10 volumi in folio.
Fra queste l'Encomio di Nerone, ripubblicato con introduzione di Giovanni Arpino e nuova traduzione a cura di Marco Di Branco.
- De propria vita (in italiano), Milano, dalla tipografia di Gio. Battista Sonzogno, 1821.
- Opere, vol. 1, Lugduni, sumptibus Ioannis Antonii Huguetan & Marci Antonii Ravaud, 1663.
- Opere, vol. 2, Lugduni, sumptibus Ioannis Antonii Huguetan & Marci Antonii Ravaud, 1663.
- Opere, vol. 3, Lugduni, sumptibus Ioannis Antonii Huguetan & Marci Antonii Ravaud, 1663.
- Opere, vol. 4, Lugduni, sumptibus Ioannis Antonii Huguetan & Marci Antonii Ravaud, 1663.
- Opere, vol. 5, Lugduni, sumptibus Ioannis Antonii Huguetan & Marci Antonii Ravaud, 1663.
- Opere, vol. 6, Lugduni, sumptibus Ioannis Antonii Huguetan & Marci Antonii Ravaud, 1663.
- Opere, vol. 7, Lugduni, sumptibus Ioannis Antonii Huguetan & Marci Antonii Ravaud, 1663.
- Opere, vol. 8, Lugduni, sumptibus Ioannis Antonii Huguetan & Marci Antonii Ravaud, 1663.
- Opere, vol. 9, Lugduni, sumptibus Ioannis Antonii Huguetan & Marci Antonii Ravaud, 1663.
- Opere, vol. 10, Lugduni, sumptibus Ioannis Antonii Huguetan & Marci Antonii Ravaud, 1663.

## Onorificenze
A lui è dedicato il cratere lunare Cardano e l'asteroide 11421 Cardano. È intitolato a lui l'Istituto tecnico industriale "G. Cardano" della sua città natale, nel cui cortile interno è posta una scultura che rappresenta il giunto cardanico, nonché infine l'omonimo collegio universitario pavese.
La blockchain "Cardano" (ADA) prende il suo nome, in quanto basata su un approccio scientifico e matematico.

## Edizione
- Girolamo Cardano, Il Libro della mia Vita, traduzione di Serafino Balduzzi, Integrale, Milano, Luni, 2013,  p. 216, ISBN 978-88-96782-36-1.